# Fracture double
Une fracture "double" désigne dans le langage commun une fracture de la jambe (fracture du tibia et du péroné) ou de l'avant-bras (fracture du radius et du cubitus) au cours de laquelle les deux os sont brisés. La nomenclature correcte est « fracture des deux os de la jambe » ou « fracture des deux os de l'avant-bras ».

## Fracture "double" de la jambe
Habituellement, les fractures de la jambe touchent les deux os. Seule la fracture du tibia, os porteur, est prise en compte par le traumatologue. Le caractère intact du péroné n'est pas un facteur de bon pronostic, mais se voit dans des fractures peu déplacées. Il peut poser des problèmes de consolidation en gênant la mise en contrainte du tibia.
Certaines fractures intéressent le péroné très haut et mettent en danger le nerf sciatique poplité externe (SPE), ou au contraire très bas (association avec une fracture de la malléole externe) et nécessitent une prise en charge particulière.
Ce type de fracture a été observé chez plusieurs joueurs de football : Djibril Cissé (en 2004 puis en 2006), Moncef Zerka, Eduardo da Silva, Hatem Ben Arfa, Jérémy Clément, Aaron Ramsey et Luke Shaw. Ou encore le skipper français Franck Cammas. Et plus récemment le gymnaste Samir Aït Saïd.

## Fracture "double" de l'avant-bras
Les fractures de l'avant-bras sont le plus souvent des fractures des deux os[réf. nécessaire], il faut rechercher attentivement la fracture du deuxième os si elle n'est pas visible, car il peut s'agir en fait d'une luxation de la tête du radius (Monteggia) ou du cubitus (Galeazzi). Seules les fractures par traumatisme direct intéressent un seul os, habituellement le cubitus (ulna), lors d'une manœuvre de protection contre un agent vulnérant.